# Такталы
Такталы (в верхнем течении — Агой) — малая река в Ишимбайском районе Башкортостана, приток Бриша. Речная система: Такталы → Бриш → Зиган → Белая → Кама → Волга.
Течёт по восточному склону хр. Кадералы с высоты чуть менее 592,8 м в направлении юг-север. В истоке — сезонное русло. Полноводной становится после впадения притока Большие Такталы.
Чуть ниже по течению, чем Такталы, в Бриш впадает Ишалы.
У впадения в Бриш речушки Такталы и Ишалы пересекают несколько дорог местного значения. Есть брод.

## Притоки
- Большие Такталы
- Малые Такталы

## Населённые пункты
Ближе к устью, по состоянию на 1983 год, находится зимник.